# Ladislaus von Szögyény-Marich
Ladislaus, comte Szögyény-Marich de Magyar-Szögyén et Szolgaegyháza (en allemand : Ladislaus von Szögyény-Marich von Magyar-Szögyen und Szolgaegyháza, en hongrois : Szőgyény-Marich László, né le 12 novembre 1841 à Vienne - mort le 11 juin 1916 à Csór) est un diplomate austro-hongrois, d'origine hongroise, qui a joué un rôle diplomatique important avant la Première Guerre mondiale.

## Biographie
Szögyény, membre de la noblesse hongroise, membre du parlement hongrois de 1869 à 1882, occupe des positions importantes au sein du ministère des Affaires étrangères de la double-monarchie. Il servit comme ministre auprès du roi de Hongrie du 24 décembre 1890 au 24 octobre 1892. Il devint membre de la chambre haute en 1890. 
Le 12 novembre 1892, nommé ambassadeur à Berlin, il sert plus de 20 ans. Il fréquente le salon de la princesse Radziwill, née Castellane. En 1910, il fut élevé au rang du comte. Il était réputé ami de Guillaume II.
Il sert toujours comme ambassadeur lors de la crise de juillet en 1914. En raison de son âge, il commit certaines erreurs d'appréciation de la position allemande au cours de ses conversations qui apparurent dans les télégrammes envoyés à Vienne, comme le fameux chèque en blanc. 
Il est remplacé par Gottfried de Hohenlohe-Schillingsfürst, le 4 août 1914 et se retire à Csór, où il mourut deux ans plus tard.